# Coupe du monde de taekwondo par équipes
La coupe du monde de taekwondo est organisée depuis 2006 par la Fédération mondiale de taekwondo (World Taekwondo).

## Toutes les éditions

### Hommes
| 2006 | Bangkok, Thaïlande            | Corée du Sud | 3–2   | Iran          | France        | France       |
| 2009 | Bakou, Azerbaïdjan            | Turquie      | 3–2   | Iran          | Azerbaïdjan   | Russie       |
| 2010 | Urumqi, Chine                 | Iran         | 3–1   | Espagne       | Turquie       | Corée du Sud |
| 2012 | Santa Cruz, Aruba             | Corée du Sud | 27–13 | Iran          | Chine         | Espagne      |
| 2013 | Abidjan, Côte d'Ivoire        | Mexique      | 17–11 | Côte d'Ivoire | Corée du Sud  | Russie       |
| 2014 | Querétaro, Mexique            | Russie       | 29–26 | Mexique       | Iran          | Corée du Sud |
| 2015 | Mexico, Mexique               | Azerbaïdjan  | 42–23 | Iran          | Corée du Sud  | Russie       |
| 2016 | Bakou, Azerbaïdjan            | Azerbaïdjan  | 21–5  | Corée du Sud  | Belgique      | Turquie      |
| 2017 | Abidjan, Côte d'Ivoire        | Iran         | 34–33 | Russie        | Côte d'Ivoire | Corée du Sud |
| 2018 | Fujaïrah, Émirats arabes unis | Iran         | 31–30 | Russie        | Azerbaïdjan   | Kazakhstan   |
| 2019 | Wuxi, Chine                   | Iran         | 71–68 | Corée du Sud  | Chine         | Russie       |
| 2023 | Goyang, Corée du Sud          | Iran         | 2–0   | Australie     | Brésil        | Brésil       |

### Femmes
| 2006 | Bangkok, Thaïlande            | Corée du Sud | 3–2   | Turquie       | Chine          | Chine         |
| 2009 | Bakou, Azerbaïdjan            | Corée du Sud | 3–2   | Russie        | Turquie        | Maroc         |
| 2010 | Urumqi, Chine                 | Corée du Sud | 3–2   | Chine         | Thaïlande      | Turquie       |
| 2012 | Santa Cruz, Aruba             | Chine        | 12–11 | France        | Russie         | Croatie       |
| 2013 | Abidjan, Côte d'Ivoire        | Corée du Sud | 12–9  | Chine         | France         | Côte d'Ivoire |
| 2014 | Querétaro, Mexique            | Corée du Sud | 47–25 | Côte d'Ivoire | Chine          | France        |
| 2015 | Mexico, Mexique               | Chine        | 34–32 | Mexique       | Taipei chinois | Corée du Sud  |
| 2016 | Bakou, Azerbaïdjan            | Chine        | 6–4   | Corée du Sud  | Turquie        | Russie        |
| 2017 | Abidjan, Côte d'Ivoire        | Chine        | 49–42 | Corée du Sud  | Côte d'Ivoire  | Maroc         |
| 2018 | Fujaïrah, Émirats arabes unis | Chine        | 77–41 | Côte d'Ivoire | France         | Russie        |
| 2019 | Wuxi, Chine                   | Chine        | 34–30 | Russie        | Chine          | Corée du Sud  |
| 2023 | Goyang, Corée du Sud          | Corée du Sud | 2–0   | Maroc         | Chine          | Chine         |

### Mixte
| 2016 | Bakou, Azerbaïdjan            | Corée du Sud | 9–7   | Russie  | Belgique      | États-Unis |
| 2017 | Abidjan, Côte d'Ivoire        | Chine        | 57–55 | Russie  | Corée du Sud  | Mexique    |
| 2018 | Fujaïrah, Émirats arabes unis | Russie       | 35–22 | Turquie | Côte d'Ivoire | Kazakhstan |
| 2019 | Wuxi, Chine                   | Chine        | 50–26 | Iran    | Russie        | Turquie    |
| 2023 | Goyang, Corée du Sud          | Brésil       | 2–0   | Maroc   | Iran          | Iran       |